# 饶子健
饶子健（1909年9月28日—2000年9月25日），原名饶国汉。中国人民解放军中将。

## 生平
1955年获一级八一勋章、一级独立自由勋章和一级解放勋章。1988年获一级红星功勋荣誉章。